# Jan Wiederek
Jan Wiederek (ur. 8 marca 1949, zm. 25 stycznia 2021) – polski pływak i trener pływania. Mistrz Polski i rekordzista Polski, wieloletni trener, następnie kierownik szkolenia Polskiego Związku Pływackiego.

## Życiorys
Był zawodnikiem KSZO Ostrowiec Świętokrzyski i AZS-AWF Warszawa. Na mistrzostwach Polski seniorów wywalczył indywidualnie jedenaście medali:
- basen 50-metrowy:
  - 50 metrów stylem dowolnym: 2. miejsce (1968),
  - 100 metrów stylem motylkowym: 2. miejsce (1968), 3. miejsce (1966)
  - 200 metrów stylem motylkowym: 3. miejsce (1966, 1968)
- basen 25-metrowy:
  - 50 metrów stylem dowolnym: 3. miejsce (1968),
  - 100 metrów stylem motylkowym: 1. miejsce (1968), 2. miejsce (1967, 1969)
  - 200 metrów stylem motylkowym: 2. miejsce (1967), 3. miejsce (1968).

W 1968 dwukrotnie poprawił rekord Polski w wyścigu na 100 metrów stylem motylkowym na basenie 50-metrowym (1:01,3 – 23.06.1968< 1:01,2 – 24.08.1968).
W barwach Legii Warszawa grał także w piłkę wodną, w 1972 zajął z tą drużyną 4. miejsce w I lidze.
W 1971 ukończył studia w Akademii Wychowania Fizycznego w Warszawie. Następnie pracował jako trener, początkowo w Polskim Związku Pływackim, w latach 1978–1986 w Szkole Mistrzostwa Sportowego w Raciborzu, w latach 1986–1996 jako trener w AZS-AWF Warszawa (w tym w latach 1986–1994 jako trener koordynator sekcji). W latach 1989–1992 był przewodniczącym rady trenerów AZS-AWF Warszawa, w 1995 został trenerem reprezentacji olimpijskiej, w latach 1996–1997 był równocześnie wiceprezesem ds. szkoleniowych AZS-AWF Warszawa. M.in. jako trener koordynator prowadził polskich pływaków podczas Igrzysk Olimpijskich w Atlancie (1996). W kolejnych latach był kierownikiem szkolenia Polskiego Związku Pływackiego (do 2018), a do 2020 przewodniczącym komitetu technicznego piłki wodnej PZP
W 2004 otrzymał godność Honorowego Członka Polskiego Związku Pływackiego, w 2009 został odznaczony Krzyżem Kawalerskim Orderu Odrodzenia Polski